# Castrul roman de la Pietroasele
Se crede că acest castru a fost construit de către împăratul Constantin cel Mare în perioada campaniei din anul 332 împotriva goților de la nord de Dunăre. În această campanie armata romanǎ, condusă de Constantin al II-lea - fiul împăratului, îi înfrânge pe goți și, ca urmare, ținuturile de la nord de Dunăre reintră pentru o perioadă sub stăpânire romană. În castru se instalează  Legiunea a XI-a Claudia venită de la Durostorum. Noua frontieră nordică a Imperiului roman de răsărit a coincis o vreme cu Brazda lui Novac, limes întărit de castrul roman de la Pietroasele.
În necropola alăturată castrului s-au descoperit monede din perioada împăratului Constantin al II-lea. O raritate o constituie siliqua în greutate de 2,09 g emisă de Oficina din Arles .
În situl arheologic din apropiere au fost găsite fragmente de olane romane, provenind din rețeaua de alimentare cu apă a castrului și așezării civile din sec. IV p. Hr.  precum și o instalație de aducțiune și de distribuire a apei săpată în piatră.Castrul roman de la Pietroasa (124 m x 158 m), cuprinde și termele (băile termale romane) înconjurate de zidul sudic de apărare, aparținând de cultura Pietroasa.

## Galerie de imagini

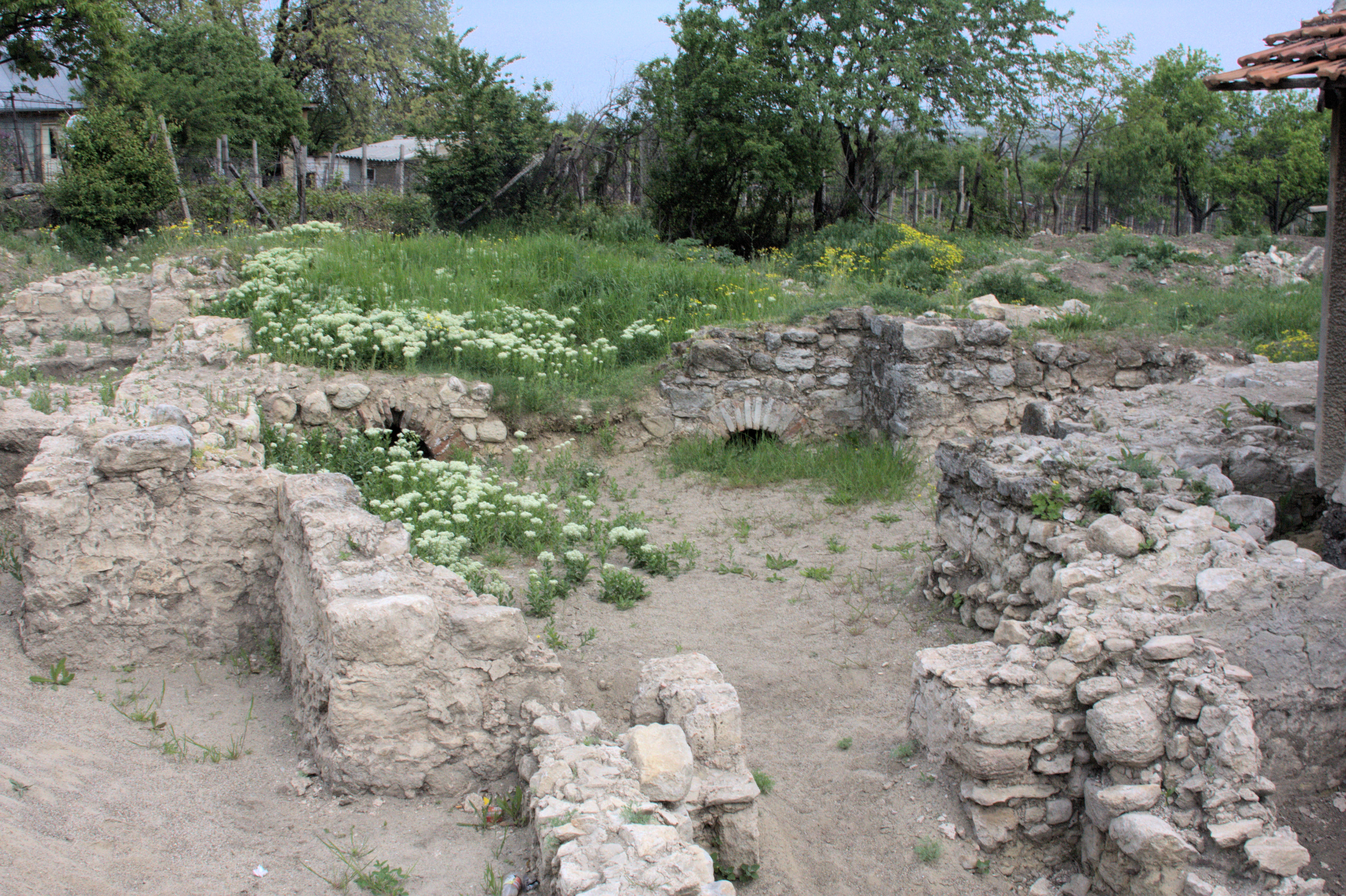
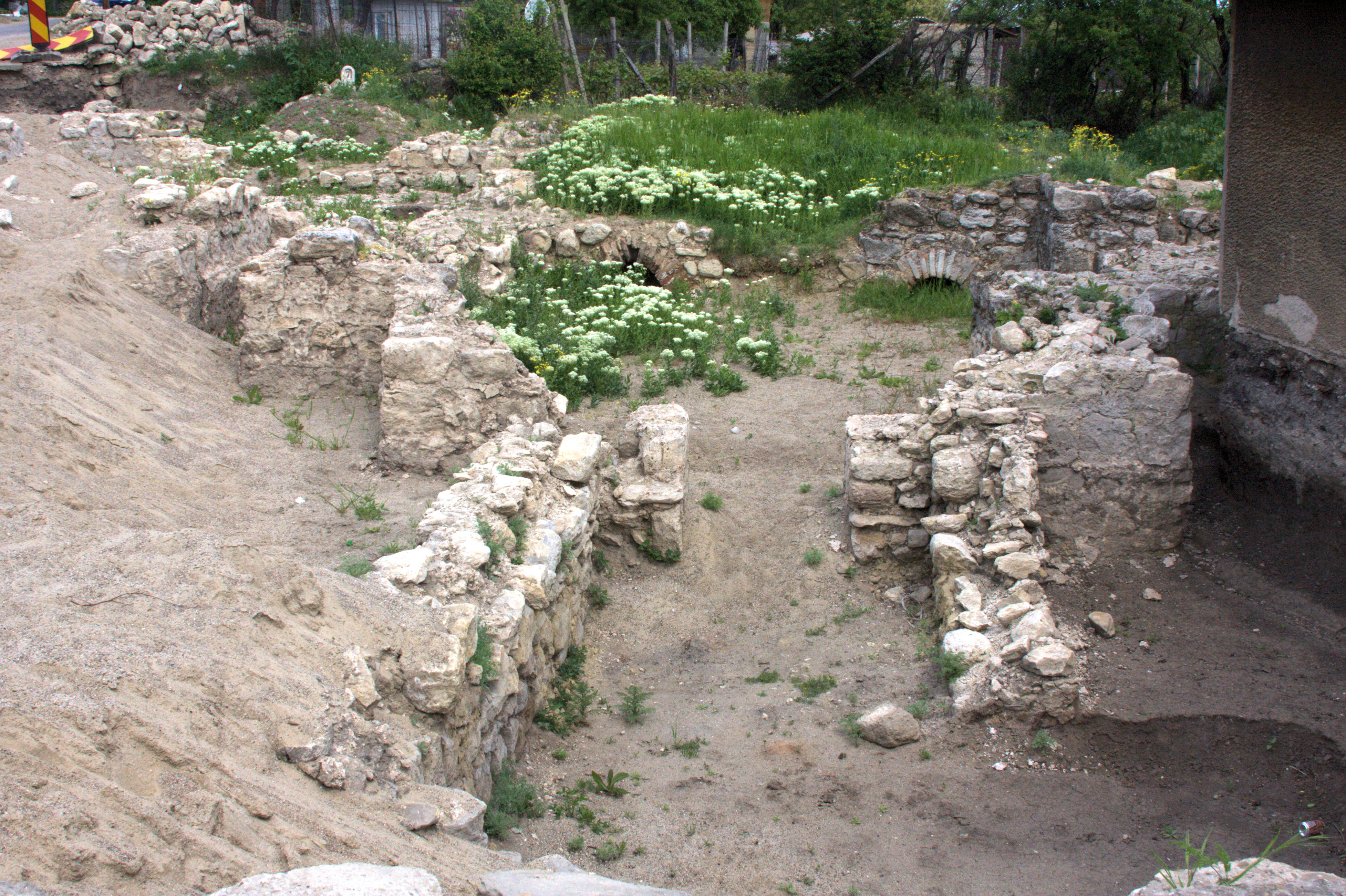
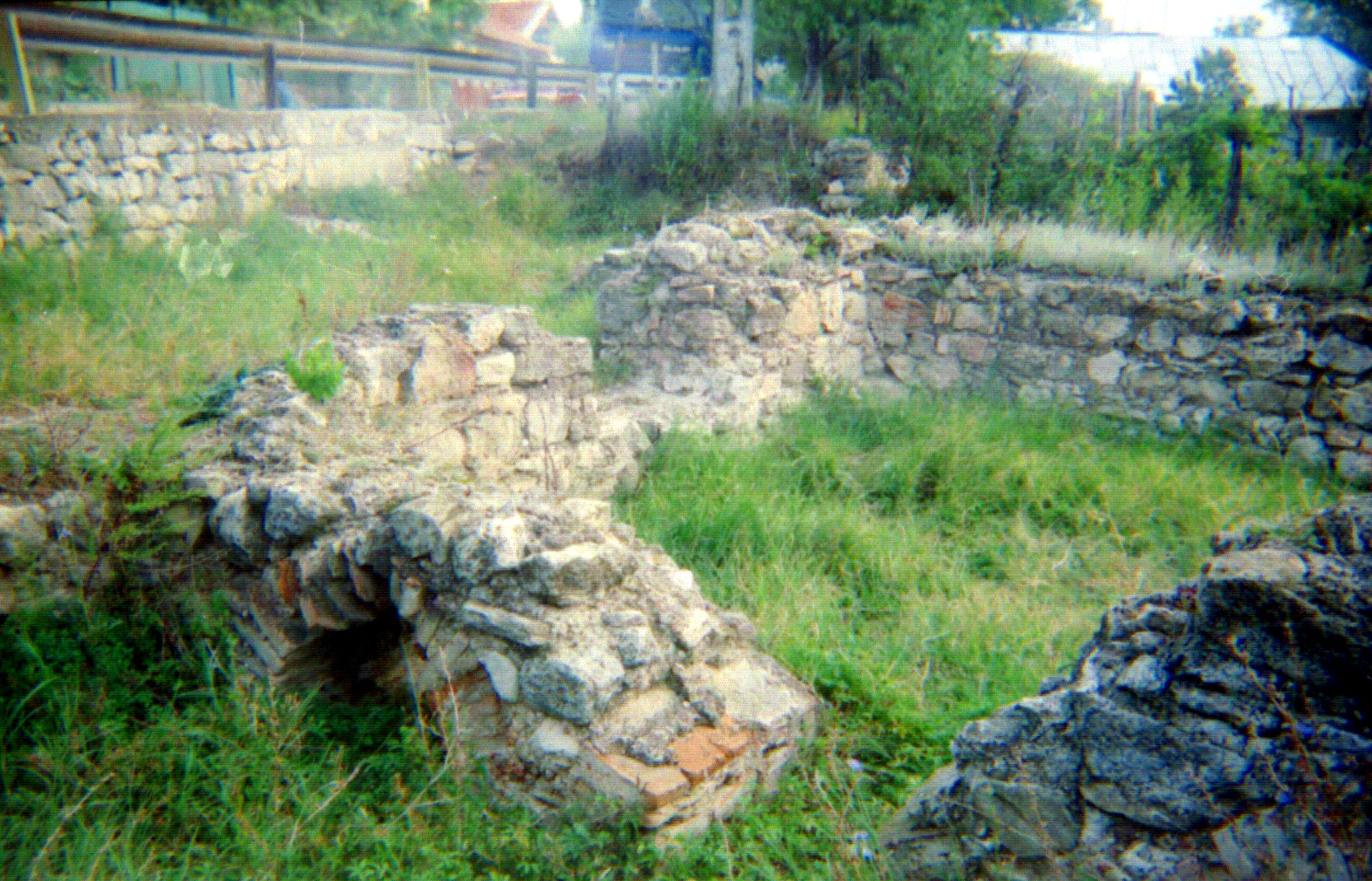
Thermele